# آی۲۴نیوز
آی۲۴نیوز (به انگلیسی: i24news) یک شبکه خبری بین‌المللی ۲۴ ساعته و شبکه‌ای تلویزیونی دربارهٔ اخبار و مسائل روز می‌باشد که در یافا در تل‌آویو اسرائیل واقع شده‌است. این شبکه در ۱ ژوئیه ۲۰۱۳ شروع به کار کرد اما تا ۱۷ ژوئیه با مشکلات فنی همراه بود. برنامه‌ها به زبان‌های انگلیسی، فرانسوی و عربی می‌باشد. مالک شبکه پاتریک دراحی یک تاجر فرانسوی اسرائیلی ست و مدیر عامل اجرایی آن فرانک ملول کسی که در دایر ساختن شبکه فرانس ۲۴ نقش حیاتی داشت. لوسی آهاریش یکی از مجریان پیشرو در این شبکه می‌باشد.
ملول می‌گوید یکی از اهدافش برای تأسیس این ایستگاه خبری تغییر دیدگاه بین‌المللی دربارهٔ اسرائیل بوده‌است. ژانویه ۲۰۱۳ گردانندگان این شبکه تأکید کردند که یک ماشین پروپاگاندا نخواهد بود.
این شبکه ۱۳ فوریه ۲۰۱۳ بخش برنامه در آمریکا را آغاز کرد. شبکه انگلیسی از نیویورک بین ساعات ۶ تا ۱۰ عصر به وقت ساحل شرقی پخش می‌شود و مواقع دیگر از اسرائیل.

## گستره پخش
این شبکه در حال حاضر فقط در خارج از اسرائیل قابل دسترسی ست، در فرانسه (شامل هند غربی فرانسه در کارائیب)، بلژیک، لوکزامبورگ، سوئیس، ایتالیا، اسپانیا، پرتغال، لهستان و آفریقا. شبکه به سه زبان در وب سایت آن به صورت زنده پخش می‌شود. دراحی از بنیامین نتانیاهو درخواست اجازه پخش در اسرائیل را کرده‌است. همچنین توافقنامه پخش در آلمان روی بزرگترین اپراتور تلویزیون کابلی آلمان Kabel Deutschland نیز امضاء شده‌است. همچنین آی۲۴نیوز در ایالات متحده از طریق شبکه تلویزیون زندگی یهودی نیز پخش می‌شود.

## برنامه‌ها
شامل:
- کمپانی خبری تلویزیون اسرائیل
- فرهنگ
- مناظره
- اقتصاد
- اخبار شبانگاهی
- تمرکز
- بصیرت
- مصاحبه
- ویرایش صبحگاهی
- اخبار
- عرصه مطبوعات
- بلاگ اجتماعی
- ورزش
- تیوب